# Филипп III (граф Ганау-Лихтенберга)
Филипп III Ганау-Лихтенбергский (нем. Philipp III. von Hanau-Lichtenberg, 18 октября 1482 — 15 мая 1538) — дворянин Священной Римской империи.

## Биография
Филипп III был старшим сыном и наследником графа Филиппа II. Когда в 1503—1505 годах разразилась война за ландсхутское наследство, то Филипп II остался нейтральным, а вот Филипп III принял в ней участие на стороне Курпфальца. Однако Курпфальц проиграл, и когда Филипп III унаследовал графство после смерти отца в 1504 году, то оказался под наложенной королём Германии Максимилианом имперской опалой как нарушитель земского мира. Для претворения имперского решения в жизнь был назначен Вильгельм II (ландграф Гессена), и он разорил сельскую местность амта Бабенхаузен. Чтобы опала была снята, Филиппу III пришлось после войны передать Гессену принадлежавшую ему долю в кондоминиуме Умштадт и Замок Оцберг в качестве компенсации гессенских военных расходов. После снятия опалы Филипп вновь получил в 1506 году во владение в качестве феода от Максимилиана амт Бабенхаузен. Двадцать лет спустя, в 1521 году он получил от Гессена и Курпфальца в качестве компенсации за потери в войне за ландсхутское наследство населённые пункты Клештадт и Лангштадт, а также сумму в 16 тысяч флоринов, так что общие потери оказались не столь уж большими.
Филиппу пришлось решать вопрос о дележе наследства со своими младшими братьями Людвигом и Рейнхардом. Они решили не разделять графство. Людвиг получил себе Буксвиллер, однако впоследствии обменял его на ежегодное содержание в 500 флоринов и право пользоваться Ганау-Лихтенбергской резиденцией в Страсбурге. Рейнхард также получил некоторые земли, но после его смерти они вернулись к Филиппу.
После долгих переговоров Филипп пришёл к соглашению с роднёй из Цвейбрюккен-Битша: находившиеся в совместном владении Вильштет и Брюмат были поделены между двумя графствами — Вильштет достался Ганау-Лихтенбергу, а Брюмат — Цвейбрюккен-Битшу.
Когда в 1524 году началась крестьянская война в Германии, то Филипп от имени Курпфальца воевал с повстанцами в регионе Хеттгау (в том числе и против своих собственных подданных); при этом, воспользовавшись состоянием хаоса, он разграбил монастырь в Нёвиллер-ле-Саверне. Однако ситуация вышла из-под контроля, и 6 мая 1525 года восставшие крестьяне разграбили графский замок в Буксвиллере. Филиппу пришлось обратиться за помощью к лотарингскому герцогу Антуану. Антуан разгромил крестьян, и окрестности Буксвиллера вновь покорились Филиппу.
В 1521 году Филипп заседал в Вормсском рейхстаге, в 1526 году — в Шпейерском рейхстаге, и в 1532 году — в Регенсбургском рейхстаге. Он был членом имперского совета при Максимилиане I, Карле V и Фердинанде I, советником курфюрста Пфальцского и герцога Вюртембергского.
В 1528 году Филипп основал в Буксвиллере госпиталь. Для финансирования госпиталя им был создан фонд, который впоследствии развился в крупнейший банк графства.
Примерно за год до своей смерти Филипп III почувствовал себя больным, и передал все дела своему сыну и наследнику Филиппу IV.

## Семья и дети
24 января 1504 года Филипп III женился в Баден-Бадене на Сибилле Баденской (дочери маркграфа Кристофа I). У них было шестеро детей:
1. Иоганна (1507—1572), которая в 1522 году вышла замуж за Вильгельма IV Эберштайнского
2. Кристофора (1509—1582), ставшая сначала монахиней, а затем последней настоятельницей Мариенборнского аббатства (после ликвидации аббатства в 1559 году вернулась к светскому статусу)
3. Амалия (1512—1578), ставшая монахиней Мариенборнского аббатства (после ликвидации аббатства в 1559 году вернулась к светскому статусу)
4. Фелисита (март-ноябрь 1513)
5. Филипп IV (1514—1590), унаследовавший титул
6. Фелисита (1516—1551?), ставшая монахиней Мариенборнского аббатства